# Родріго Гарса
Родріго Гарса (ісп. Rodrigo Garza, 3 грудня 1979) — іспанський хокеїст на траві.
Срібний призер Олімпійських Ігор 2008 року, учасник 2000, 2004 років.
Чемпіон Європи 2005 року, срібний призер 2003, 2007 років.
Переможець Трофею чемпіонів 2004 року, бронзовий призер 2005, 2006 років.
Переможець Виклику чемпіонів 2003 року.